# Sint-Severinuskapel (Meer)

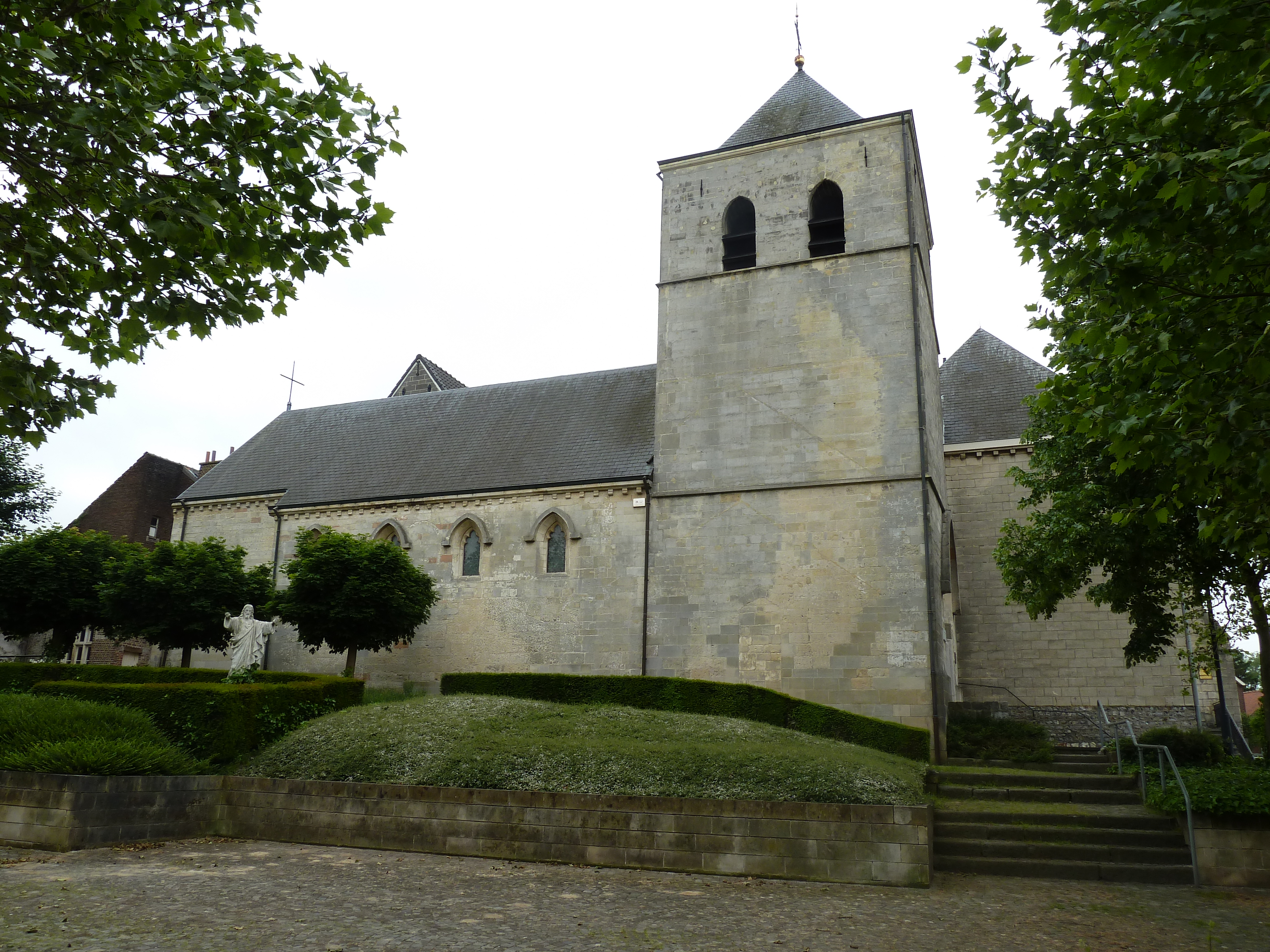
Sint-Severinuskapel

De Sint-Severinuskapel is een kapel en voormalige parochiekerk, gelegen in Meer. De kapel is gelegen aan de Bergstraat.

## Geschiedenis
Het betreft een in 1611, in opdracht van graaf De Méan gebouwd, laatgotisch zaalkerkje, dat een veel ouder romaans kerkje verving. Mogelijk was het kerkje uit 1611 oorspronkelijk driebeukig. Het kerkje is opgetrokken in ter plaatse gewonnen mergelsteen. Van de romaanse voorganger bleef de zware, vierkante, mergelstenen toren, die uit 1133 dateert, bewaard. Die romaanse toren uit 1133 is het oude monument in de gemeente Riemst.
In 1856 werd een neogotische dwarsbeuk aangebouwd, dit ter gelegenheid van de bouw van het klooster van de Zusters van Liefde, naast het kerkje.
Het kerkje was oorspronkelijk een kwartkerk van de parochie van Millen, maar werd begin 19e eeuw een zelfstandige parochie. Deze werd overigens in 1898 opgeheven, zodat het bouwwerk weer de status van kapel verkreeg.
In 1905 werd de kapel gerestaureerd door Mathieu Christiaens.

## Interieur
In de kapel bevindt zich een 17e-eeuws Sint-Antoniusbeeld in gepolychromeerd hout. Ook is er een neogotisch Sint-Rochusbeeld te vinden.
Ter weerszijden van het portaal vindt men grafstenen, waaronder een van Johannes De Méan en zijn vrouw, uit 1670, en een grafsteen uit 1643.